# 本間聡
本間 聡（ほんま さとし、1968年5月19日 - ）は、日本の男性総合格闘家。新潟県新潟市出身。正道会館所属。

## 来歴
少年時代からプロレスファンで、大学進学後に修斗入門。
1990年5月、富士豊戦でデビュー。川口健次、山田学らと共にライトヘビー級で試合を重ねた。
1992年11月に行なわれた川口とのライトヘビー級チャンピオンシップは一方的に追い込むがドロー裁定に終わり、観客からの不服の声に創始者の佐山聡が「私が見ても誰が見ても本間選手の勝ち」と発言したが、その後確約された川口へのタイトル挑戦が実現せずに修斗を離脱。平直行が所属するゼンショー総合格闘技部へ移籍、リングスを主戦場とする。
1994年には平と共にゼンショー総合格闘技部を離脱、正道会館系のフリーとなった。リングスとK-1で2度に渡って行なわれた成瀬昌由戦ではそれぞれ勝利を収めた。1995年1月にはトーワ杯カラテジャパン・オープンにも出場、重量級で3位入賞。
1995年12月にK-1で行なわれたアルティメット特別ルールでレネ・ローゼに一方的に敗戦し、しばらく試合から遠ざかるが、1998年10月に3年ほどの沈黙を破ってPRIDE.4に出場。プロレスラーの佐野友飛（当時髙田道場所属）にTKO勝ちし復活をアピールしたものの、翌年開催のPRIDE.5ではフランシスコ・ブエノにTKO負け、以後リングスでリー・ハスデルとドローなど精彩を欠き、2000年4月14日に日本で開催されたUFC 25でのロン・ウォーターマン戦を最後に引退、故郷の佐渡へと戻った。
2004年7月にはZSTのジェネシスバウト（アマチュアマッチ）に出場した。

## 戦績
| 総合格闘技 戦績 | 総合格闘技 戦績 | 総合格闘技 戦績 | 総合格闘技 戦績 | 総合格闘技 戦績 | 総合格闘技 戦績 | 総合格闘技 戦績 |
| --------------- | --------------- | --------------- | --------------- | --------------- | --------------- | --------------- |
| 17 試合         | (T)KO           | 一本            | 判定            | その他          | 引き分け        | 無効試合        |
| 8 勝            | 3               | 4               | 1               | 0               | 2               | 0               |
| 7 敗            | 2               | 2               | 3               | 0               | 2               | 0               |

| 勝敗 | 対戦相手             | 試合結果                          | 大会名                                                  | 開催年月日     |
| ×    | ロン・ウォーターマン | 5分3R終了 判定0-3                 | UFC 25: Ultimate Japan 3                                | 2000年4月14日  |
| ×    | フランシスコ・ブエノ | 1R 4:59 TKO（スタンドパンチ連打） | PRIDE.5                                                 | 1999年4月29日  |
| ○    | 佐野友飛             | 1R 9:25 TKO（パウンド）           | PRIDE.4                                                 | 1998年10月11日 |
| ×    | レネ・ローゼ         | 1R 2:48 KO（右ストレート）        | K-1 HERCULES '95                                        | 1995年12月9日  |
| ○    | 成瀬昌由             | 1R 19:02 TKO                      | K-1 REVENGE II                                          | 1995年9月3日   |
| ○    | 成瀬昌由             | 30分1R 終了 ロストポイント1-2     | FIGHTING NETWORK RINGS 1994 RINGS IN YOKOHAMA           | 1994年8月20日  |
| ×    | 木村浩一郎           | 3分5R+延長R終了 判定              | RINGS BATTLE SHOT at NIIGATA                            | 1993年12月25日 |
| ○    | 秋山文生             | 2R 1:25 TKO                       | RINGS 後楽園実験リーグ '93 ROUND 5                      | 1993年9月10日  |
| ○    | 奥田康則             | 1R 2:57 ヒールホールド            | RINGS 後楽園実験リーグ '93 ROUND 4                      | 1993年8月6日   |
| △    | 川口健次             | 3分5R終了 判定0-0                 | プロシューティング 【ライトヘビー級チャンピオンシップ】 | 1992年11月27日 |
| ×    | 山田学               | 3R 腕ひしぎ十字固め               | プロシューティング                                      | 1992年3月27日  |
| ×    | 川口健次             | 3分5R終了 判定0-3                 | プロシューティング 【ライトヘビー級チャンピオンシップ】 | 1991年10月17日 |
| ○    | 山田学               | 4R 腕ひしぎ十字固め               | プロシューティング                                      | 1991年8月3日   |
| ○    | 石川義将             | 2R 腕ひしぎ十字固め               | プロシューティング                                      | 1991年5月31日  |
| △    | 東条孝               | 1R 腕ひしぎ十字固め               | プロシューティング                                      | 1990年11月28日 |
| ×    | 草柳和宏             | 1R 1:17 三角絞め                  | プロシューティング                                      | 1990年9月8日   |
| ○    | 富士豊               | 2R 2:36 腕ひしぎ十字固め          | プロシューティング                                      | 1990年5月12日  |